# Kylix impressa
Kylix impressa é uma espécie de gastrópode do gênero Kylix, pertencente a família Drilliidae.